# 彼得·布塔朱吉
彼特·保羅·蒙哥馬利·布塔朱吉（英語：Peter Paul Montgomery Buttigieg，/ˈbuːtəˌdʒɛdʒ/；1982年1月19日—），美国民主黨籍政治人物，曾任第19任美國運輸部長、印第安纳州南本德市市長，其丈夫是名中學教師。2020年12月，候任總統喬·拜登宣布提名布塔朱吉出任拜登政府的運輸部長；隔年2月2日，參議院經投票确认程序通過對布塔朱吉的人事任命，稍後正式就任，成為美國歷史上第一位公開LGBTQ族群身份的內閣首長。

## 生平
布塔朱吉出生于印第安纳州南本德，其父母约瑟夫·布塔朱吉（Joseph Buttigieg）与珍妮弗·安妮·蒙哥马利（Jennifer Anne Montgomery）皆为圣母大学教授。2004年，他以极优等（magna cum laude）成绩毕业于哈佛大学，获历史与文学学士学位。2005年夏天，布塔朱吉在突尼斯学习了阿拉伯语。此后他以罗德学者身份赴英国留学，2007年获牛津大学彭布罗克学院哲学、政治学及经济学文学学士学位。
2009年起，布塔朱吉出任美国海军预备役情报官。

## 南本德市长（2012-2020）
2011年11月，他当选家乡南本德的市长，当时年仅29岁的布塔朱吉成为了10万人口以上的美国城市中最年轻的市长。
2014年，他曾作为海军上尉赴阿富汗服役。
在市长任期里，2015年，他公开出柜。同年，他在民主党初选中以微弱优势胜出。并在大选以80%优势再度当选南本德市长。2018年6月，他与中学教师查斯坦·格雷斯曼（Chasten Glezman, 1989年6月23日-）结婚。
在布蒂吉格的市长任期中，他推动了许多建筑开发项目。布蒂吉格是沿着南本德市中心的圣   约瑟夫河步道创作夜间激光灯表演作为公共艺术的领军人物。该项目耗资 700,000 美元，由私人资金筹集。该项目最终成功开设。
2018年12月，布塔朱吉表示他将不再寻求连任南本德市长。

## 2020年民主党初选
2019年1月，他宣布将角逐2020年美国总统选举民主党提名，由此他也成为了历史上首位公开出櫃的民主党总统候选人。民主黨首四場初選中，他在愛荷華州以26.2%的得票率領先，在新罕布夏州次於伯尼·桑德斯排名第二，但在內華達與南卡羅來納兩州的名次不佳。2020年3月1日，彼特·布塔朱吉宣布退出民主黨總統初選。

## 运输部部长（2021-2025）
2020年11月，在民主党当选总统乔·拜登胜选后。他提名了布蒂吉格为运输部门部长，如果他通过提名，会是美国历史上第一位同性恋内阁。
2021年2月2日，美国国会参议院以86票支持、13票反對通過彼特·布塔朱吉出任美国运输部长。

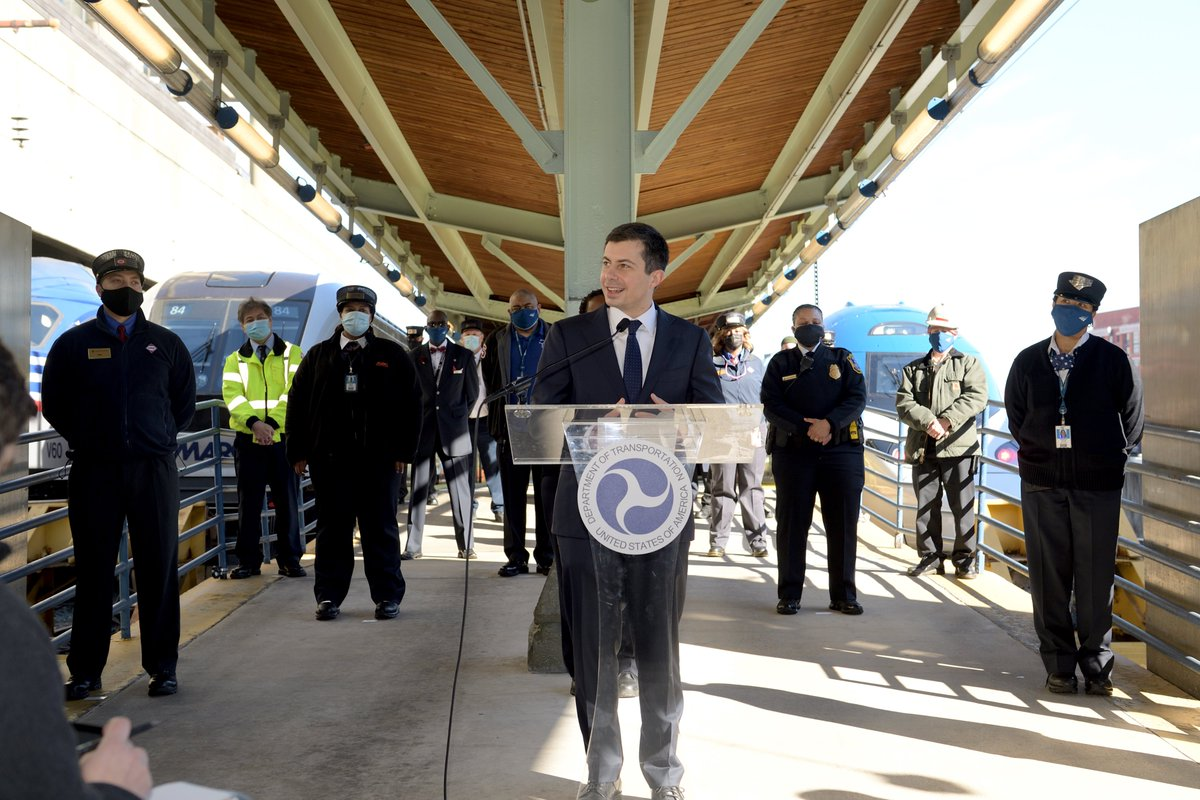
布蒂吉格上任第一天出访

布蒂吉格上任后针对特朗普的运输部门政策进行了改革，他恢复了奥巴马政府的试点计划。该计划此前被特朗普在2017年撤销。
布蒂吉格于 2021 年 2 月下旬在非裔美国市长协会发表讲话，讨论系统性种族主义。他认为，对联邦交通和基础设施政策的误导性投资导致了种族不平等。
2021年布蒂吉格的双胞胎出生后，他请了假。这让保守派和共和党人嘲笑并且批评他。 在保守派批评他休陪产假后，布蒂吉格宣称他不会为“照顾我早产的新生双胞胎”而道歉。我们正在做的工作是快乐、充实、美妙的工作。

## 個人生活
布塔朱吉是基督徒，他認為信仰對他的生活有很大的影響。他在嬰兒時期就在天主教堂受洗，並就讀天主教學校。在牛津大學期間，他常去基督堂座堂，回到南灣後，他覺得自己「或多或少是聖公宗教派」。
除了母語英語以外，他也會說一些挪威語、西班牙語、義大利語、馬爾他語、阿拉伯語、達利語和法語。他會彈吉他和鋼琴，並於2013年在南灣交響樂團的演出中，客串鋼琴獨奏，與本·佛德斯一同演出。他也是2014年阿斯彭研究所的研究員（Rodel Fellow）。
2015年6月，在南灣論壇報的一篇文章中，他公開出櫃，是一名男同性戀者。他成為印第安納州第一位當選的有男同性戀身分的行政人員。他是印第安納州第一位於在任期間出櫃的民選官員，也是印第安納州出櫃的民選官員中職位最高的。他也是民主黨第一位男同性戀的總統候選人，而在所有總統候選人當中，是繼2012競選的共和黨籍弗雷德·卡格後的第二位。
2017年12月14日，他在Facebook上宣佈與查斯頓·格列茲曼訂婚的喜訊。他們於2015年8月在交友軟體Hinge上認識後開始交往。他們於2018年6月18日於聖詹姆士大教堂（the Cathedral of St. James）舉行私人婚禮。使他成為第一位於在任期間結婚的南灣市長。他的丈夫查斯頓改姓夫姓Buttigieg （布塔朱吉）。
2020年9月，他們在談話性節目卡洛斯·沃森秀中說他們計劃在不久的將來有個孩子。2021年8月17日，布塔朱吉在他的個人Twitter上宣佈他們有了孩子（become parents），目前還在進程中。9月4日，布塔朱吉宣佈與伴侶已成為一男一女的家長。